# Beata Paluch
Beata Paluch (ur. 4 września 1961 w Bielsku-Białej) − aktorka teatralna i filmowa i piosenkarka.

## Życiorys
Jest absolwentką Wydziału Aktorskiego krakowskiej PWST im. L. Solskiego (1984). Od 1 września 1984 roku aktorka Teatru Starego w Krakowie. Aktorka współpracuje również z Teatrem Dramatycznym im. Aleksandra Sewruka w Elblągu. Była czwartą żoną Edwarda Linde-Lubaszenki.

## Filmografia
- 1983: Soból i panna − dziewczyna pracująca w gospodarstwie Pucewicza
- 1983: Na straży swej stać będę − członek organizacji
- 1985: Sceny dziecięce z życia prowincji − Matylda M.
- 1985: Sam pośród swoich − Haneczka
- 1987: Ucieczka z miejsc ukochanych − Natalia (odc. 7 i 8)
- 1987: Śmierć Johna L. − Ula, przyjaciółka Zbyszka
- 1987: Anioł w szafie − Elżbieta
- 1988: Pole niczyje − Teresa
- 1988−1991: Pogranicze w ogniu − dziennikarka Lotte Rauch
- 1990: Dziewczyna z Mazur − Marta Witczak
- 1993: Lista Schindlera − Manci Rosner
- 1995: Siódmy pokój
- 2001: Samo niebo − Anita, była żona Roberta (odc. 3)
- 2002: Na dobre i na złe − żona Tomasza (odc. 115)
- 2003: Tak czy nie? − Marta, sekretarka Melanowskiego
- 2011: Uwikłanie − bibliotekarka

## Dyskografia
- Golgota Polska. Artyści polscy Janowi Pawłowi II w hołdzie – z różnymi wykonawcami (2010)[1]
- Krajobraz Rzeczy Pięknych – wykonuje 4 piosenki Andrzeja Zaryckiego (Zaszafie.pl 2013)